# Florence Steurer
Florence Steurer-Penz, francoska alpska smučarka, * 1. november 1949, Lyon.
Na Olimpijskih igrah 1972 je osvojila bronasto medaljo v slalomu, ki šteje tudi za svetovna prvenstva, in srebrno medaljo v neolimpijski kombinaciji. Ob tem je na svetovnih prvenstvih leta 1970 osvojila naslov podprvakinje v kombinaciji, leta 1966 pa bronasto medaljo v veleslalomu. V svetovnem pokalu je tekmovala šest sezon med letoma 1967 in 1972 ter dosegla štiri zmag in še 23 uvrstitev na stopničke. V skupnem seštevku svetovnega pokala se je najvišje uvrstila na drugo mesto leta 1969, v letih 1968 in 1972 je bila druga v slalomskem seštevku, leta 1968 tretja v veleslalomskem seštevku, kot tudi leta 1970 v smukaškem.
Njen mož je nekdanji alpski smučar Alain Penz.